# Галин, Александр Иванович
Александр Иванович Галин (3 марта 1927, Градижск, Кременчугский округ — 15 сентября 2012, Обнинск, Калужская область) — советский хозяйственный деятель, педагог, кандидат технических наук, профессор.
Директор Комбината «ЭХП» МСМ СССР (1979—1989). Заместитель директора ЦИПК МСМ СССР/Росатома (1989—2012). Лауреат Государственной премии СССР.

## Биография
Родился 3 марта 1927 года в селе Градижское Градижского района (ныне в Полтавской области).
В 1942 году окончил среднюю школу в станице Славинской Краснодарского края. С 1944 года служил в рядах Советской армии.
В 1954 году окончил Краснодарский нефтяной техникум.
С 1955 года на Комбинате «ЭХП» МСМ СССР — контролёр, мастер, старший мастер, начальник цеха. В 1960 году окончил экстерном Московский инженерно-физический институт. После окончания института работал старшим инженером, главным диспетчером, заместителем начальника отдела главного технолога, заместителем главного технолога Комбината «ЭХП» МСМ СССР. С 1965 года назначался заместителем главного инженера, с 1968 года секретарём парткома, с 1970 года заместителем главного инженера, главным инженером. С 1979 года был назначен директором Комбината «ЭХП» МСМ СССР.
Неоднократно избирался депутатом городского и областного Советов народных депутатов, членом ГК КПСС города Свердловск-45.
С 1989 года — профессор, заведующий кафедры, заместитель директора ЦИПК МСМ СССР/Росатома по связям с предприятиями Минатома России. Член российской общественной организации МАИ.
Умер 15 сентября 2012 года в Обнинске.

## Награды
- Орден Ленина;
- Орден Октябрьской революции;
- Орден Трудового Красного Знамени;
- Лауреат Государственной премии СССР — за работы в области технологии машиностроения;
- Звание «Почётный гражданин города Свердловск-45» (1986) — за многолетнюю активную общественную работу, за личный вклад в строительство объектов социального и культурно-бытового назначения в городе.